# 마주보며 웃어
《마주보며 웃어》는 2010년 8월 30일부터 11월 23일까지 방송되었던 EBS드라마이다.

## 등장 인물

### 윤서네
- 유태웅 : 창권 역
- 하 황 하이옌 : 후엔 역
- 전희선 : 아리 역
- 주아름 : 윤서 역
- 전원주 : 이모 역
- 최성민 : 창호 역

### 수민이네
- 한범희 : 병근 역
- 이혜은 : 영진 역
- 김주영 : 수민 역

### 지영이네
- 유서진 : 지영 모 역
- 양소영 : 지영 역

### 그외 인물들
- 승효빈 : 미란 역
- 정사라 : 사라 역
- 송수현 : 달래 역
- 정종준